# Abrus somalensis
Abrus somalensis är en ärtväxtart som beskrevs av Paul Hermann Wilhelm Taubert. Abrus somalensis ingår i Paternosterbönssläktet, och familjen ärtväxter. Inga underarter finns listade i Catalogue of Life.